# Pinehurst (hrabstwo Montgomery)
Pinehurst – jednostka osadnicza w Stanach Zjednoczonych, w stanie Teksas, w hrabstwie Montgomery.